# FontForge
FontForge (раніше відомий як PfaEdit) — редактор шрифтів. Підтримує формати шрифтів Truetype, PostScript, OpenType, CID-keyed, multi-master, CFF, SVG, BDF, Datafork та інші. Це вільне програмне забезпечення для створення шрифтів та конвертації їх між форматами, розроблене для різних операційних систем, інтерфейс програми має декілька мовних локалізацій (зокрема й українську).
Шрифти, створені у FontForge, можна зберегти у форматі «Spline font database files», який використовує розширення .sfd, або експортувати в інші формати шрифтів.